# ふしぎな少年
『ふしぎな少年』（ふしぎなしょうねん）は、手塚治虫が1961年5月から1962年12月まで月刊誌『少年クラブ』（講談社）で連載した漫画、及び1961年4月3日から1962年3月31日までNHKで放送されたテレビドラマである。時間を自由に止めたり動かしたりできるサブタンこと大西三郎が、その超能力を用いて活躍する物語である。

## テレビ放送と漫画執筆までの経緯
手塚は『漫画と讀物』（新生閣）誌上で1951年から1952年に連載した漫画『新世界ルルー』で、主人公のロック少年を時間を止める特殊能力の持ち主と設定した。そこに着目した、当時NHK局員の辻真先の企画・提案によって、新たな作品『ふしぎな少年』としてテレビドラマ化し、ほぼ同時期に手塚の漫画が連載された。原作者はあくまで手塚であるが、テレビドラマとしての企画の方が先行しており、実質的には手塚と辻の合作と言える作品である。

## あらすじ
主人公のサブタンこと大西三郎は、友人たちと遊んでいるうちに地下道の壁に吸い込まれ、四次元の世界に入り込んでしまった。そこには黒い人形のような四次元世界の人間たちがおり、サブタンは「時間よ止まれ」「時間よ動け」と言葉を発することで時間を止めたり動かしたりすることができ、自分自身は時間が止まっても自由に動ける能力を与えられて元の世界に帰った。そしてその力を用いて、人々を危機から救ったり犯罪を食い止めるなどの活躍をする。

## 漫画版
四次元世界で時間を操る超能力をもらったサブタンは、その力を使って、番長グループにいじめを受けていた仲間たちを救ったり、放火犯人を捕らえたり、炭鉱での落盤事故から人々を救い出したり、日本のロケット打ち上げ実験を妨害しようとした外国スパイ団を一網打尽にするなど、様々な事件の場面で活躍する。また、科学者が四次元世界にアクセスする装置を開発した際にはその実験に関与したり、東京に誤射された核ミサイルをアフリカの砂漠に移動させるために「四次元のお姉ちゃん」とサブタンが呼ぶ四次元世界の女性の助けを得る場合もあった。
最終回では、東京に誤射された核ミサイルを四次元のお姉ちゃんの助けでサハラ砂漠に移動させたが、彼女の不注意で東京とサハラ砂漠に空間の穴があいてしまい、東京から人や物がアフリカに吸い出されてしまった。穴をふさぎ、サハラ砂漠に落ちた人々を救出するためにまず四次元のお姉ちゃんが、次いでサブタンがサハラに行き、新興独立国の内乱に巻き込まれるが、サブタンの、時間を操る超能力を用いての活躍で内乱は終わり、人や物も日本に戻った。しかし四次元世界の人間たちは、サブタンが四次元世界人と同じような能力を持つことで四次元世界に深入りするのを危惧し、能力を取り上げ、サブタンは普通の少年に戻る。
月刊誌『まんが王』（秋田書店）にも1960年代中ごろに、再録がされた。

## テレビ版
1961年4月3日から1962年3月31日までの間、月曜日から金曜日まで、18時35分から18時50分までこどもの時間にて放送。モノクロ放送で、一部フィルム映像を差込むシーンもあったが、大部分は生放送で行なわれた。当時はVTRが使用され始めて間もないころで、テープが非常に高価であり、特別な番組以外はまだ生放送によらざるを得なかった。そのため、サブタンが時間を止めたり動かしたりする場面を表現するのに、フィルムを用いている場面などは容易であったが、それ以外は、サブタンが「時間よ止まれ」と言った瞬間に、周囲のすべての演技者が直前の姿勢のまま動きを止めた。たとえば片足立ちのまま静止したままの不自然な姿勢の登場人物が次第に足をぐらつかせる場面なども見られ、芥川賞作家の花村萬月もエッセイ『笑う萬月』のなかで、子供のころこの番組を観て、出演者が必死に止まっている姿が面白かったと回想した。逆に、サブタン以外の人物の視点で描かれた場面では時間を止めて別の場所に移動したサブタンが一瞬で目の前から消えるという演出を行っており、これについてはワイプ合成で同じ背景を持つ2つの画面を半分ずつ合成し、画面を切り替えるという手法で、人物が消えるような映像表現を用いた。
新番組宣伝用を兼ねたパイロット版はフィルム撮影されているが不明とされていたが2016年11月3日のNHK-FMの番組『手塚治虫 自身が語ったルーツと音楽』の中で、『ふしぎな少年』の本放送のフィルムは1本もNHKには現存していないが、宣伝用のフィルムが発見されたとされ、その音声が紹介された。関連する映像としてテレビシリーズがどのように制作されているのかを解説するという、いわばメイキングムービーの一部がTBS系『TVジェネレーション』にて放送されたことがある。この映像は本番組を紹介する出版物などでよく見かける、ビルの屋上を模したセットの上で手塚と主演の太田博之が並んで写っているスチール写真と同じ時に撮影されたものである。
時間を止めることができる主人公のサブタンの台詞「時間よ止まれ」は、放送当時流行語となった。元となったのは、手塚が愛好したゲーテの作品『ファウスト』で、主人公のファウストが絶命する際の台詞「時間よ止まれ、お前は如何にも美しい!」である。

## 主な登場人物（漫画版）
- 大西三郎（サブタン）
- 大西一郎（サブタンの兄、理論物理学者）
- 大西和夫（サブタンの父）
- サブタンの母
- サブタンの姉
- アンパカ組（サブタンの遊び友達の男児グループ）
- 四次元世界の人間（黒いマネキン人形のような格好であるが、三次元の世界に来ると普通の人間の姿に見える）

## テレビドラマ
- 原作：手塚治虫
- 出演：大西三郎（サブタン） - 太田博之、大西和夫（サブタンの父） - 小山源喜、他にジュディ・オング、 忍節子、 日下武史、その他
- 脚本：石山透・松本守正[2]
- 演出：辻真先
- 主題歌：作詞 - 石山透、作曲 - 内藤法美

## 単行本
- 手塚治虫全集『ふしぎな少年』（小学館） 全2巻
- 手塚治虫漫画全集『ふしぎな少年』（講談社） 全2巻
- 小学館叢書『ふしぎな少年』（小学館） 全1巻
- 小学館文庫『ふしぎな少年』（小学館） 全1巻
- 秋田文庫『ふしぎな少年』（秋田書店） 全1巻
- 手塚治虫文庫全集『ふしぎな少年』（講談社） 全1巻